# Budorcas churcheri
Budorcas churcheri — вимерлий вид оленеподібних (Artiodactyla) ссавців з родини бикових (Bovidae), що мешкав у пліоцені Ефіопії. Його залишки були знайдені в формації Хадар.
Хоча живий такін є ендемічним для регіону Тибету, присутність B. churcheri на африканському континенті підтверджує, що рід був значно більш поширеним у минулому.